# Muzej filistejske kulture
Muzej filistejske kulture (המוזיאון לתרבות הפלשתים ע"ש קורין ממן - Corinne Mamane Museum of Philistine Culture) je arheološki muzej u Ašdodu, Izrael. Prikazuje kulturu Filistejaca koji su živjeli na području grada. Jedini je muzej na svijetu posvećen filistejskoj kulturi. Prvi je muzej koji je otvoren u Ašdodu. Otvoren je 1990. godine.

## Vanjske poveznice
- Corinne Mamane Museum of Philistine Culture  Arhivirana inačica izvorne stranice od 27. veljače 2018. (Wayback Machine)